# Pont de metilè

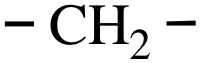
El pont de metilè (grup metanediil).

Un pont de metilè o grup metanodiíl (en anglès:methylene bridge o methanediyl group) en la química orgànica és qualsevol part d'una molècula amb la fórmula CH
2- és a dir, un àtom de carboni enllaçat a dos àtoms d'hidrogen i connectat per enllaç simple a dos àtoms diferents a la resta de la molècula. És la unitat que es repeteix en la columna vertebral dels alcans ramificats.
Un pont de metilè també pot actuar com un lligand bidentat unint dos metalls en un compost de coordinació, com ara el titani i l'alumini en un reactiu de Tebbe.
Un pont de metilè sovint s'anomena grup metilè o simplement metilè; com en el "clorur de metilè" (diclorometà). No obstant això, el terme grup metilè (o metilidè s'aplica pròpiament al grup CH
2; quan està connectat a la resta de la molècula per un doble enllaç, que li confereix propietats químiques molt diferents de les d'un pont -CH
2.